# JAM3
접합 접착 분자 C (Junctional Adhesion Molecule C)는 인간에서 JAM3 유전자에 의해 암호화되는 단백질이다.

## 유전자
이 유전자는 왓슨 가닥의 염색체 11 (11q25)의 긴팔에 위치한다. 길이는 83,077 bp이다. 암호화된 단백질은 35.02 kDa의 예상 분자량을 가진 310개의 아미노산 길이이다.

## 기능
밀착연접은 상피 또는 내피 세포에서 세포 간 접착의 한 모드를 나타내며 세포 주위에 연속적인 봉인을 형성하고 용질과 물이 세포 주위 공간을 자유롭게 통과하는 것을 방지하는 물리적 장벽 역할을 한다. 이 면역글로불린 슈퍼패밀리 유전자 구성원에 의해 암호화된 단백질은 높은 내피 세포 사이의 밀착 연접에 위치한다. 이 계열의 다른 단백질과 달리 이 단백질은 백혈구 세포주에 부착할 수 없으며 약한 동형 상호작용만 형성한다. 암호화된 단백질은 접합 접착 분자 단백질 계열의 구성원이며 이 계열의 다른 구성원에 대한 수용체 역할을 한다.

## 상호작용
JAM3은 PARD3와 상호작용하는 것으로 나타났다.

## 임상적 의의
이 유전자의 기능 상실 돌연변이는 뇌의 상염색체 열성 출혈성 파괴, 뇌실막하 석회화 및 선천성 백내장과 같은 드문 증후군을 유발한다.